# Associazione Sportiva Casale 1935-1936
Questa pagina raccoglie le informazioni riguardanti l'Associazione Sportiva Casale nelle competizioni ufficiali della stagione 1935-1936.

## Rosa
| N. |                   | Ruolo | Calciatore       |
| -- | ----------------- | ----- | ---------------- |
|    | Italia (bandiera) | C     | Mario Alessio    |
|    | Italia (bandiera) | C     | Bertolone        |
|    | Italia (bandiera) | A     | Evasio Bosso     |
|    | Italia (bandiera) | D     | Piero Cavasonza  |
|    | Italia (bandiera) | D     | Paolo De Grandi  |
|    | Italia (bandiera) | A     | Giordano         |
|    | Italia (bandiera) | A     | Pio Godino       |
|    | Italia (bandiera) | C     | Renzo Guzzo      |
|    | Italia (bandiera) | C     | Giovanni Lantero |

| N. |                   | Ruolo | Calciatore             |
| -- | ----------------- | ----- | ---------------------- |
|    | Italia (bandiera) | A     | Oreste Menighetti (I)  |
|    | Italia (bandiera) | C     | Armando Miglietta (II) |
|    | Italia (bandiera) | P     | Lorenzo Morbelli       |
|    | Italia (bandiera) | C     | Angelo Morzone         |
|    | Italia (bandiera) | D     | Giuseppe Pasino        |
|    | Italia (bandiera) | D     | Guido Raggi            |
|    | Italia (bandiera) | A     | Athos Roffi            |
|    | Italia (bandiera) | A     | Ermine Torre           |